# Canal de Tancarville
Il Canal de Tancarville è un corso d'acqua francese di 25 km che collega il canale della Manica a Le Havre fino alla Senna a Tancarville. 

## Storia
Alla fine del XVII secolo Vauban costruì un canale che collegava Harfleur a Le Havre e che risparmiava alle imbarcazioni che scendevano da Harfleur gli ultimi meandri del fiume Lézarde e la navigazione nell'estuario della Senna.
Ma nel XIX secolo questo non era più sufficiente. La Senna fu gradualmente incanalata attraverso dighe a chiuse mobili, accogliendo imbarcazioni sempre più grandi fino a Parigi e oltre. L'estuario rimaneva un'area critica e si sentiva la necessità di un canale marittimo che lo costeggiasse.
La progettazione e i lavori furono affidati agli ingegneri Alfred-Henri Soclet, Ernest Bellot e Pierre-François Frissard, che contemporaneamente collegarono Harfleur direttamente al nuovo canale, inaugurato nel 1887.